# 1790-е

## Догађаји и трендови
- 1791. — завршио се Дубички рат, задњи велики рат између Хабзбуршке монархије и Османског царства.
- 1791. — започела Хаићанска револуција.
- 1793. — убијен Жан Пол Мара (фр. Jean Paul Marat), један од вођа Француске револуције.
- 1793. — Горња Канада забрањује ропство.
- 1794. — погубљен Жорж Жак Дантон (фр. Georges Jacques Danton), један од вођа Француске револуције.
- 1794. — погубљен Максимилијан Робеспјер, један од вођа Француске револуције.
- 1796. — Британци освојили холанску колонију Цејлон.
- 1797. — пад Млетачке републике.
- 1798. — започела је Египатска експедиција, Наполеонов поход на Египат, који је пропао годину дана послије.
- 1799. — завршена Француска револуција државним ударом који је спровео Наполеон Бонапарта, 9. новембра.

## Наука
- 1791. — рођен Мајкл Фарадеј.
- 1792. — француски изумитељ Клуд Шап (фр. Claude Chappe) је демонстрирао рад првог успешног оптичког телеграфа.
- Лав је изумро на подручју Египта.

## Култура

### Музика
- 1791. — умро Волфганг Амадеус Моцарт.